# 固增苗族乡
固增苗族乡，是中华人民共和国四川省凉山彝族自治州木里藏族自治县下辖的一个乡镇级行政单位。

## 行政区划
固增苗族乡下辖以下地区：
固增村、下撒洼村、利念村、故拉村和陇撒牧场。